# Gołąbek skromny

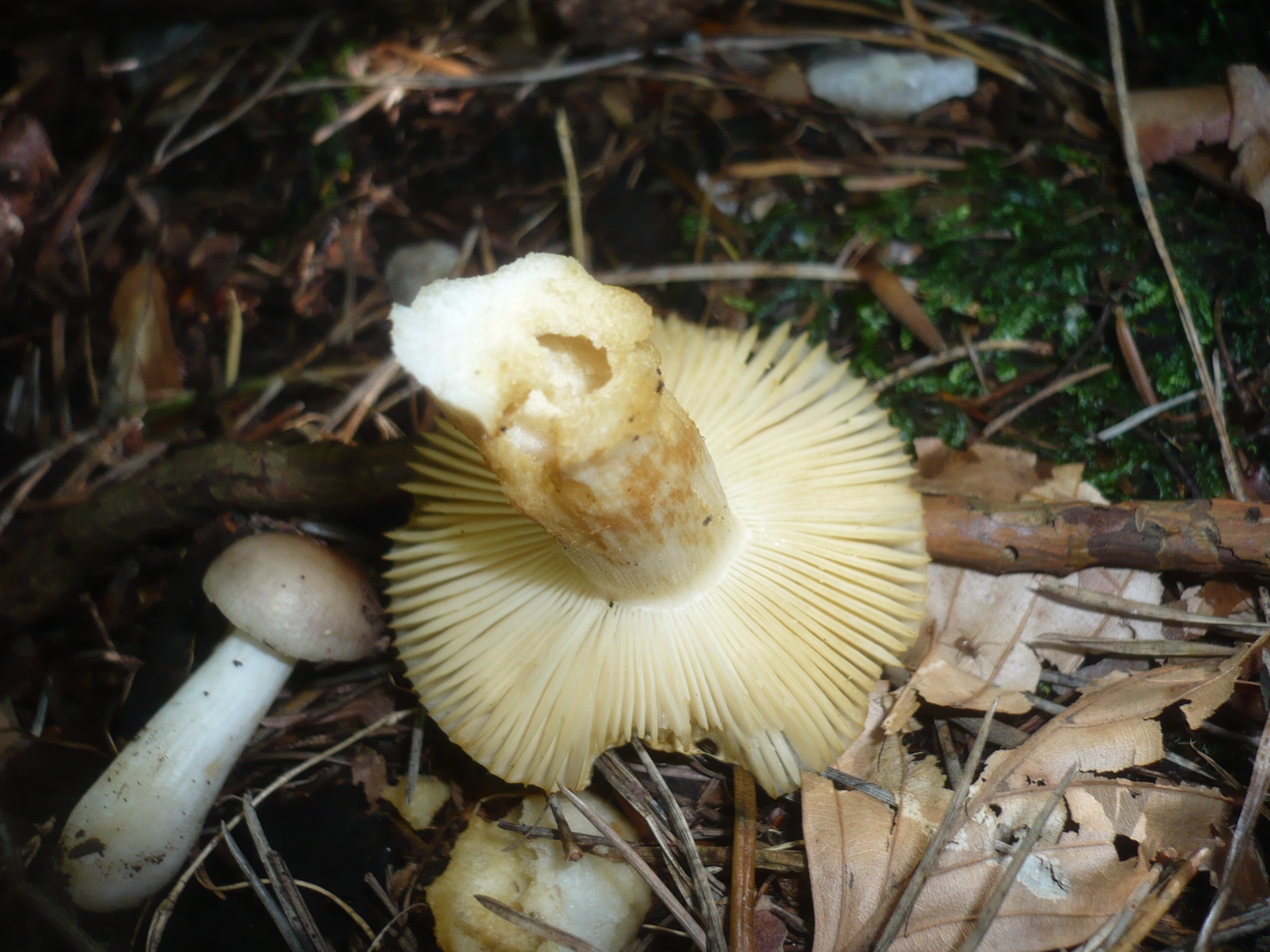

Gołąbek skromny (Russula puellaris Fr.) – gatunek grzybów należący do rodziny gołąbkowatych (Russulaceae).

## Systematyka i nazewnictwo
Pozycja w klasyfikacji według Index Fungorum: Russula, Russulaceae, Russulales, Incertae sedis, Agaricomycetes, Agaricomycotina, Basidiomycota, Fungi.
Po raz pierwszy opisali go w 1838 r. Elias Fries i nadana przez niego nazwa naukowa jest aktualna. Ma 20 synonimów. Są nimi m.in., wszystkie odmiany i formy tego gatunku:
Polską nazwę podała Alina Skirgiełło w 1991 r.

## Morfologia
Kapelusz
Średnica 3–4,5(–7) cm, początkowo wypukły, ale szybko płaski z wklęsłym środkiem. Powierzchnia bladopurpurowa, różowoliliowa, na środku zwykle ciemniejsza, nawet czarniawa, na brzeguz ochrowym odcieniem lub z ochrowymi plamami. Brzeg cienki, zaokrąglony, początkowo równy, ale szybko promieniście karbowany i nieco gruzełkowaty. Skórka cienka, wilgotna (z wyjątkiem starych okazów), błyszcząca, łatwo dająca się zedrzeć daleko od brzegu.
Blaszki
Rzadkie, bardzo rzadko rozwidlone, przy brzegu zaokrąglone, początkowo wodnisto kremowe, potem żółtoochrowe, u starszych okazów z plamistymi brzegami.
Trzon
Wysokość 3–6 cm, grubość 1–3 cm, niemal walcowaty, u podstawy nieznacznie zgrubiały. Powierzchnia gładka, biała, po dotknięciu zmieniająca barwę na ochrową, u starszych okazów żółtoochrowa lub rdzawoochrowa.
Miąższ
Cienki, początkowo jędrny, potem miękki, kruchy, biały, ale po kilku godzinach od zebrania żółtawoochrowo nabiegły. Zapach prawie niewyczuwalny lub słabo owocowy, smak łagodny.
Wysyp zarodników
Jasnokremowy, rzadko kremowy.
Cechy mikroskopowe
Podstawki 25–46 × 10–12 µm. Bazydiospory 8,5–9 × 7–7,5 µm, elipsoidalne, pokryte dość licznymi, grubymi i często spiczastymi brodawkami, czasami połączonymi nielicznymi łącznikami. Zarówno brodawki, jak hilum są amyloidalne. Cystydy maczugowate z kończykiem, 40–85 × 8–12 µm, w sulfowanilinie szarzejące. W skórce kapelusza dosyć liczne dermatocystydy.
Gatunki podobne
Podobny jest gołąbek różnobarwny (Russula versicolor), ale można go odróżnić po smaku – po dłuższym czasie jest ostry.

## Występowanie i siedlisko
Występuje w Ameryce Północnej, Europie i Azji. Najwięcej stanowisk podano w Europie i jest tutaj szeroko rozprzestrzeniony; występuje od Morza Śródziemnego po północne krańce Półwyspu Skandynawskiego i Islandię. W Polsce Władysław Wojewoda w 2003 r. przytoczył liczne stanowiska, w późniejszych latach podano następne.
Naziemny grzyb mykoryzowy, występujący na wilgotnych miejscach w lasach iglastych, rzadziej liściastych.

## Zastosowanie
Grzyb jadalny, jednak rzadko zbierany w celach spożywczych i zwykle uważany za grzyb niejadalny. Wśród gołąbków jadalne są gatunki o łagodnym smaku, jednak ze względu na dużą ilość gatunków i trudności z ich rozróżnieniem, przez grzybiarzy zbierane są tylko nieliczne, a wielu grzybiarzy w ogóle nie zbiera grzybów blaszkowych, ze względu na możliwość pomylenia ich z grzybami trującymi.